# Holetín
Holetín – gmina w Czechach, w powiecie Chrudim, w kraju pardubickim. Według danych z dnia 1 stycznia 2013 liczyła 754 mieszkańców.
W miejscowości jest przystanek kolejowy Holetín.